# Parc national de Manú
Pour les articles homonymes, voir Manu.
Le parc national de Manú (en espagnol : Parque nacional del Manu) est une zone protégée faisant partie des forêts humides du Sud-Ouest de l'Amazonie située sur le versant oriental de la cordillère des Andes, dans le sud-est du Pérou. Il se situe dans le département de Madre de Dios et Cusco, dans la province de Manu et Paucartambo.
Il a été créé le 29 mai 1973 par le décret suprême no 0644-73-AG. Il est reconnu réserve de biosphère en 1977 et sur la liste du patrimoine mondial de l’UNESCO depuis 1987. Le parc est également reconnu zone importante pour la conservation des oiseaux depuis 2008.
Le parc est la plus grande partie d’une réserve de la biosphère de deux millions d’hectares de forêt primaire, il se divise en 3 zones le parc national avec 1 716 295,22 hectares, la zone réservée pour la sauvegarde des autochtones avec 257 000 hectares et la zone de transition culturelle avec 120 000 hectares. Il héberge près d’un millier d’espèces d’oiseaux dont sept espèces d’aras. Y vivent également le tapir, le jaguar, la loutre géante.
Il se situe à 300 mètres d'altitude, à l'intersection du Río Manú et du Río Madre de Dios. Et le parc monte jusqu'à 3 800 mètres d'altitude avec la montagne Apu Kañajhuay.
Près du Manu Wildlife Center se trouvent plusieurs « salines ». Ce sont des falaises argileuses riches en minéraux naturel. Des milliers de perroquets s’y rassemblent pour manger la terre et absorber les sels minéraux. Cela a pour effet de produire un magnifique spectacle qui attire les touristes.
Dans le parc ont été découverts les pétroglyphes de Pusharo. Bien que l’accès soit très difficile, l’intrusion de touristes dans certaines zones protégées est dénoncée par certaines associations.
En 2012, c'est dans ce parc qu'a débuté le tournage de Il était une forêt, long métrage documentaire sur les forêts tropicales réalisé par Luc Jacquet dans le cadre de son association Wild-Touch.

## Histoire

### Création
En 1967, à l'initiative de Celestino Kalinowski, fils d'un célèbre naturaliste polonais arrivé au Pérou en 1887, et du rapport du conseiller britannique Ian Grimwood, est recommandée la création d'un parc national à Manu. En 1968 il a été déclaré forêt nationale et plus tard, le 9 mai 1973, le parc national de Manu a été établi par un décret suprême, dans l'intérêt de préserver son patrimoine naturel et culturel pour les générations présentes et futures.

### Les Incas
Dans la réserve de biosphère du Manu, on trouve des témoignages de cultures antiques. Les pétroglyphes de Pusharo, un ensemble de gravures dont on n'a pas encore trouvé l'origine ni la signification, font également partie de ces vestiges. Ils furent signalés pour la première fois par le père Vicente de Cenitagoya en 1921 et se situent sur la rive droite de la rivière Shinkibenia, un affluent du fleuve Palotoa.
D'autres pétroglyphes se trouvent sur le grand rocher « Xinkiori », légendaire pour les indiens Huachipaeris.

## Climat
La saison des pluies, ou basse saison, s'étend de Janvier à Mars, mais des précipitations inattendues peuvent être observées tout au long de l'année. Dans les zones de basse altitude, les températures peuvent varier de 35 °C la journée à 20 °C la nuit.

## Faune et flore
Cette région est l'une des plus riches du monde en matière de biodiversité. Dans le parc national de Manú, il est possible d'observer toutes les variétés d'étages écologiques présentes en Amazonie, ce qui en fait l'une des régions les plus importantes. Sur un seul hectare, on peut dénombrer jusqu'à 250 espèces différentes d'arbres. Dans la réserve de biosphère de Manú, 222 espèces de mammifères et 1005 espèces d'oiseaux ont été répertoriées. Elle possède le record mondial d'espèce d'amphibiens (155) et de reptiles (132) pour une zone protégée

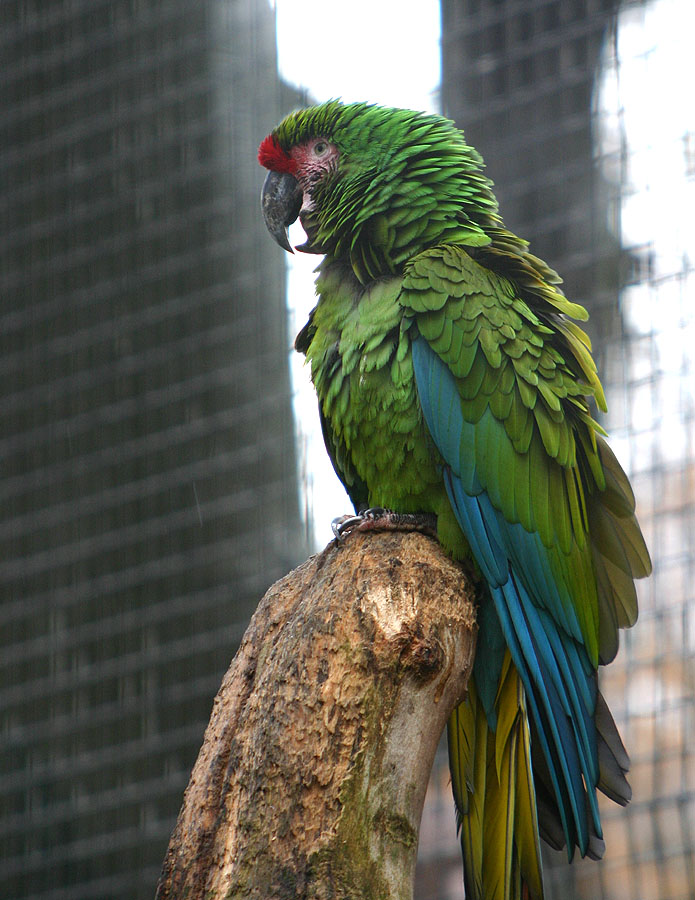
L'Ara militaire
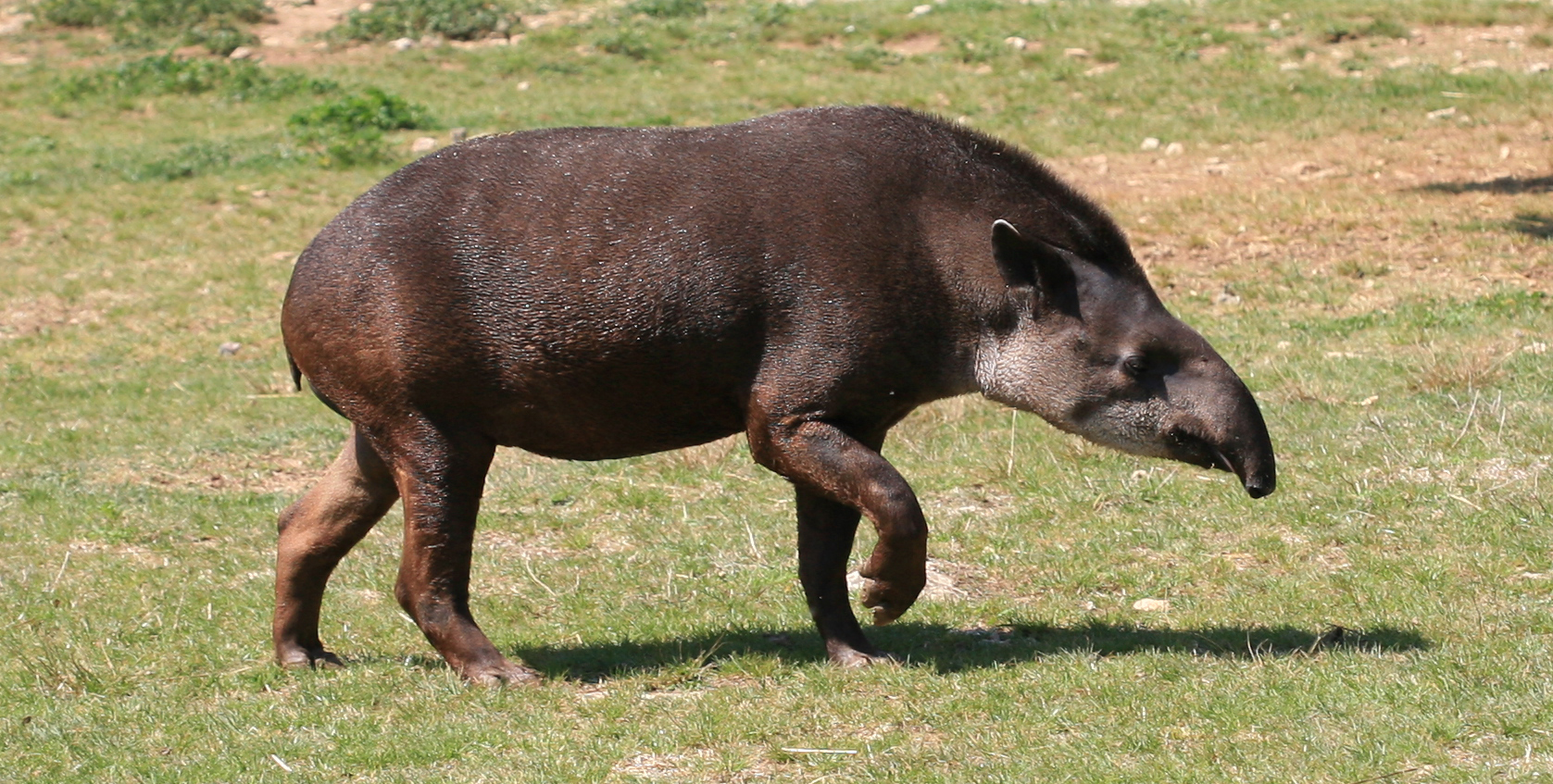
Le Tapir du Brésil
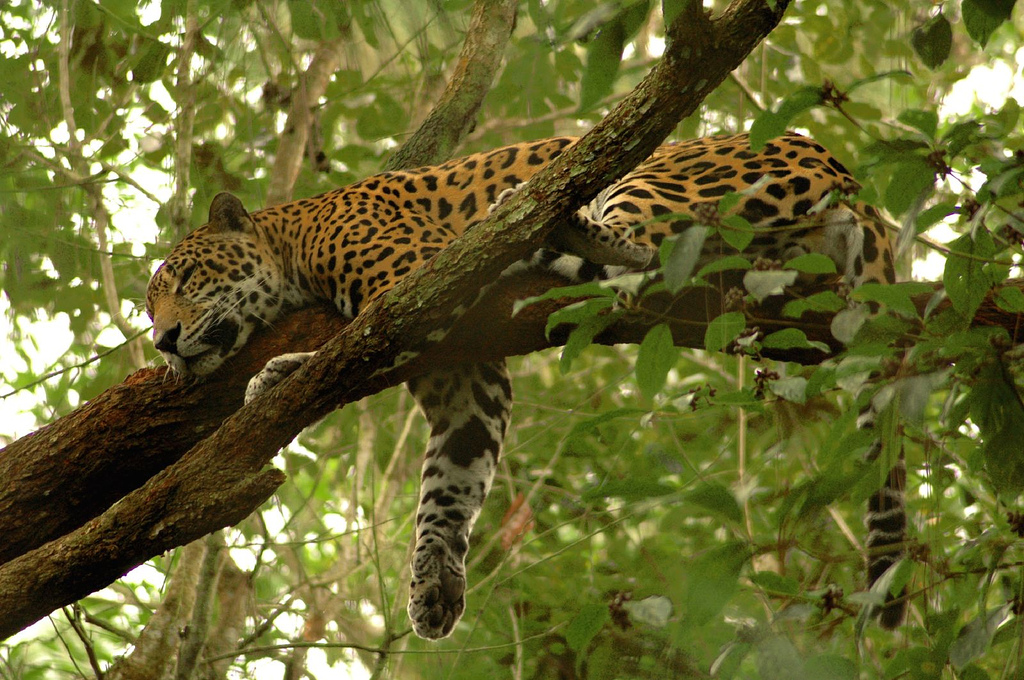
Un jaguar au repos dans un arbre
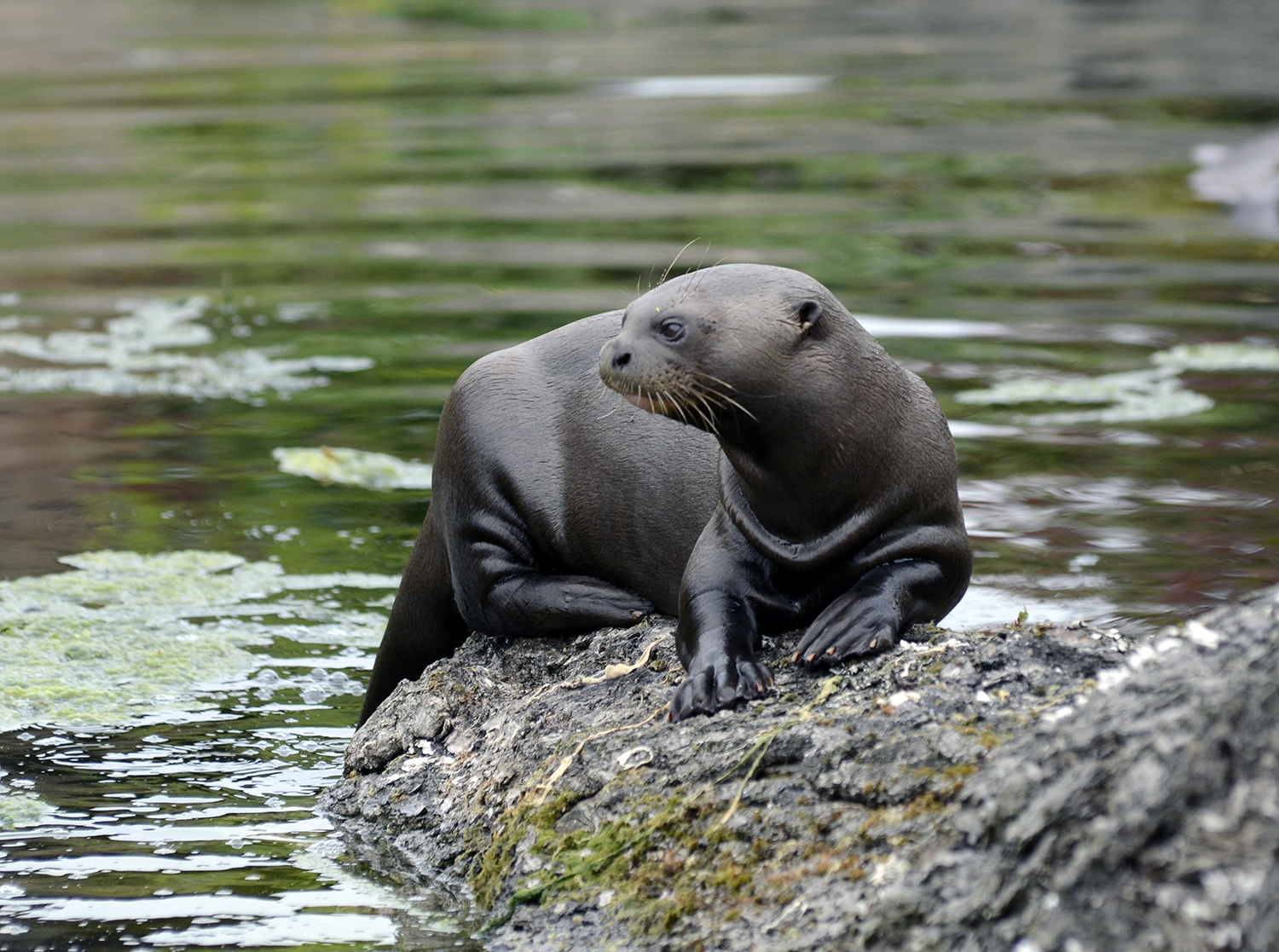
Une loutre géante sur un rocher